# Трудовой сельсовет (Ташлинский район)
Трудовой сельсовет — сельское поселение в Ташлинском районе Оренбургской области Российской Федерации.
Административный центр — село Трудовое.

## История
Статус и границы сельского поселения установлены Законом Оренбургской области от 2 сентября 2004 года № 1424/211-III-ОЗ «О наделении муниципальных образований Оренбургской области статусом муниципального района, городского округа, городского поселения, установлении и изменении границ муниципальных образований».

## Население
| 2010  | 2012  | 2013  | 2014  | 2015  | 2016  | 2017  |
| ----- | ----- | ----- | ----- | ----- | ----- | ----- |
| 1090  | ↗1110 | ↗1112 | ↘1104 | ↘1095 | ↘1079 | ↘1062 |
| 2018  | 2019  | 2020  | 2021  |       |       |       |
| ↗1069 | ↘1047 | ↘1043 | ↘1021 |       |       |       |

## Состав сельского поселения
| № | Населённый пункт | Тип населённого пункта       | Население |
| - | ---------------- | ---------------------------- | --------- |
| 1 | Кузьминка        | село                         | 218       |
| 2 | Трудовое         | село, административный центр | 872       |